# 大力士高速列车
大力士高速列車（法語： [talis]，亦譯作标枪女神高速列車、西北高速列車）是曾用於從巴黎北站經布魯塞爾南站到阿姆斯特丹中央車站或德國萊茵-魯爾都會區的城市之間的高速列車服務品牌名稱，由法國國家鐵路公司和比利時國家鐵路公司共同擁有。

## 歷史
大力士高速列车自1996年開始穿越欧洲的四个国家：法国、比利时、德国、荷兰。主要城市为巴黎、安特卫普、布鲁塞尔、科隆、阿姆斯特丹、鹿特丹等地。在巴黎与布鲁塞尔之间的行驶速度高达300公里/小时，车行时间为1小时22分钟。每天从巴黎到布鲁塞尔有高达25次的发车数。巴黎-阿姆斯特丹每日发车可达到8次，车行时间为4小时13分钟；巴黎-科隆的发车为每日6次，车行时间为3小时50分钟。布鲁塞尔-阿姆斯特丹的车行时间仅为2小时44分钟。
與歐洲許多高鐵或長途火車類似，Thalys的票價根據訂票時間有所不同：提前越早時間訂票且所訂的票在改退簽方面有嚴格限制則票價越低（早鳥票），反之較晚訂的票且出票規則較靈活的票其票價也較貴（原價）。在荷蘭，人們只能從幾個大站乘坐Thalys（阿姆斯特丹、史基普機場和鹿特丹）。在巴黎北站和布鲁塞尔南站，人们不仅可以乘坐大力士火车，还可以转乘坐其它火车游玩别的欧洲国家，如通往伦敦的欧洲之星。
Thalys屬於TGV家族，可以在不同的鐵路電壓下行駛。目前共有10列Thalys PBKA火車，從TGV鐵路網出發，通行於布魯塞爾、巴黎和阿姆斯特丹之間。PBKA列車可以在1500伏特直流電壓（荷蘭和法國（南部分地區）），3000伏特直流電壓（比利時）和25千伏交流電壓50Hz（HSL和法國北部）下行駛。
另有17種PBKA火車還可以在德國的15千伏交流電壓，16.7Hz下運行，並且也被用於巴黎－布魯塞爾－科隆這條線的交通。原有計劃延長在德國的服務至法蘭克福，但由於15千伏交流電壓的輸入不夠供應列車達至營運最高速度，該計劃已取消。魯汶和列日之間的火車則使用新的HSL 2線。
2022年3月28日，欧盟委员会宣佈批准欧洲之星與大力士合併，大力士高速列車成為欧洲之星国际有限公司旗下的品牌。公司計劃於2024年將大力士吸收進歐洲之星品牌，但原大力士列車將保留原有塗裝以區分不同路線的列車。

## 乘客量和收入
|        | 1996 | 1997 | 1998 | 1999 | 2000 | 2001 | 2002 | 2003 | 2004 | 2005 | 2006 | 2007 | 2008 | 2009 | 2010 | 2011 | 2012 | 2013 |
| ------ | ---- | ---- | ---- | ---- | ---- | ---- | ---- | ---- | ---- | ---- | ---- | ---- | ---- | ---- | ---- | ---- | ---- | ---- |
| 乘客量 |      |      | 4.72 | 4.98 | 5.5  | 5.8  | 6.0  | 5.8  | 5.95 | 6.15 | 6.5  | 6.2  | 6.5  | 6.07 | 6.45 | 6.65 | 6.60 | 6.69 |
| 收入   | 60   | 115  | 190  | 220  | 266  | 294  | 310  | 301  | 318  | 335  | 363  | 364  | 392  | 382  | 432  | 470  | 479  | 487  |

所有数据使用百万单位，其中收入以欧元计算。 

## 二十周年庆
大力士高速列车公司为庆祝开通二十周年，特此推出二十欧元当天往返单日票优惠活动，规定只能在2016年5月20日当天抢购。提供无限量车票从荷兰阿姆斯特丹、鹿特丹去往比利时安特卫普、布鲁塞尔或者法国巴黎，有限量车票去往南法普罗旺斯大区的艾克斯、阿维尼翁和马赛，行程时间以及车位等级也有相关规定。该消息一出，引发游客激烈抢购欲望。

## 意外事件
- 大力士高速列车枪击案

## 画廊

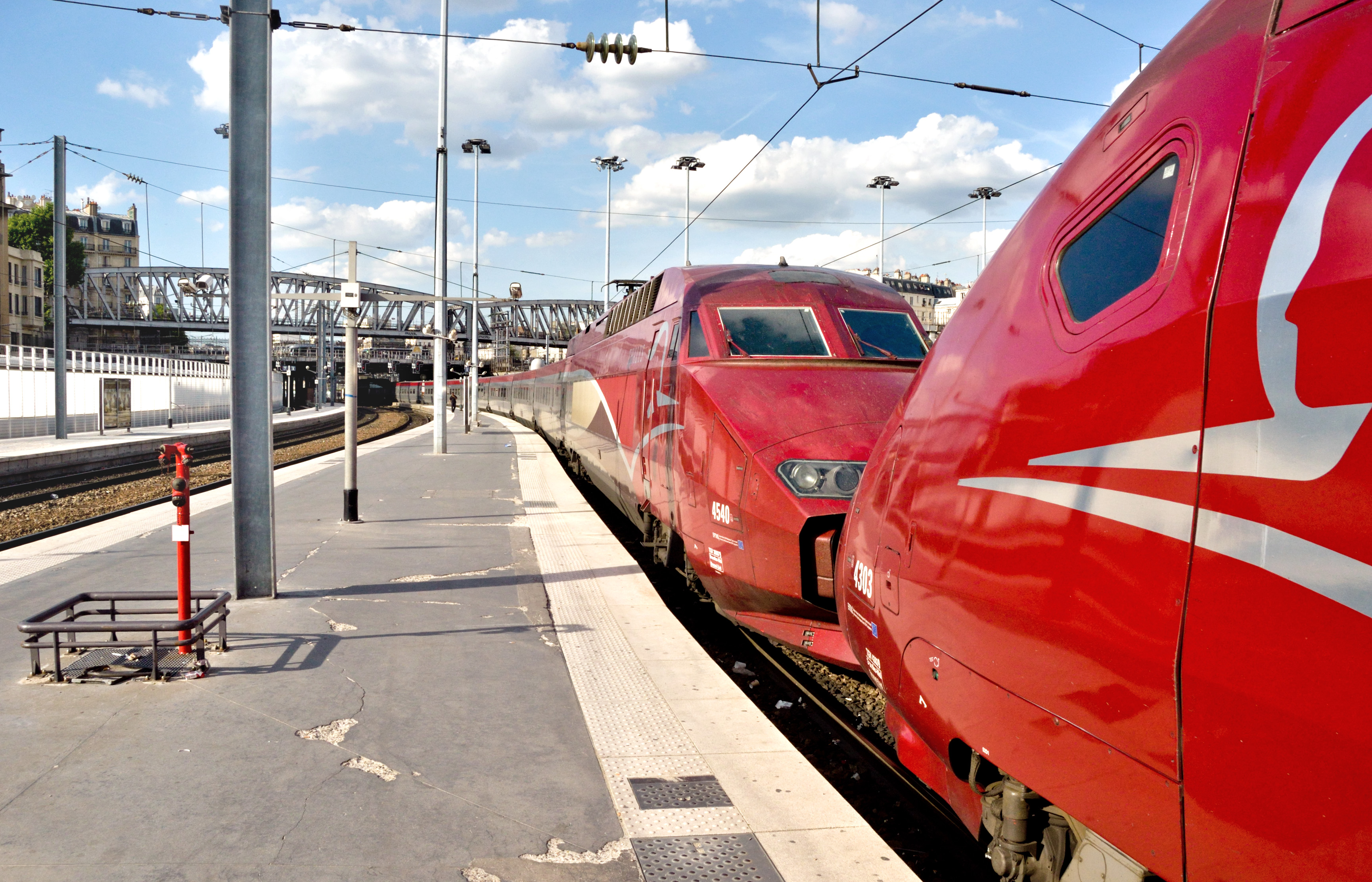
巴黎北站
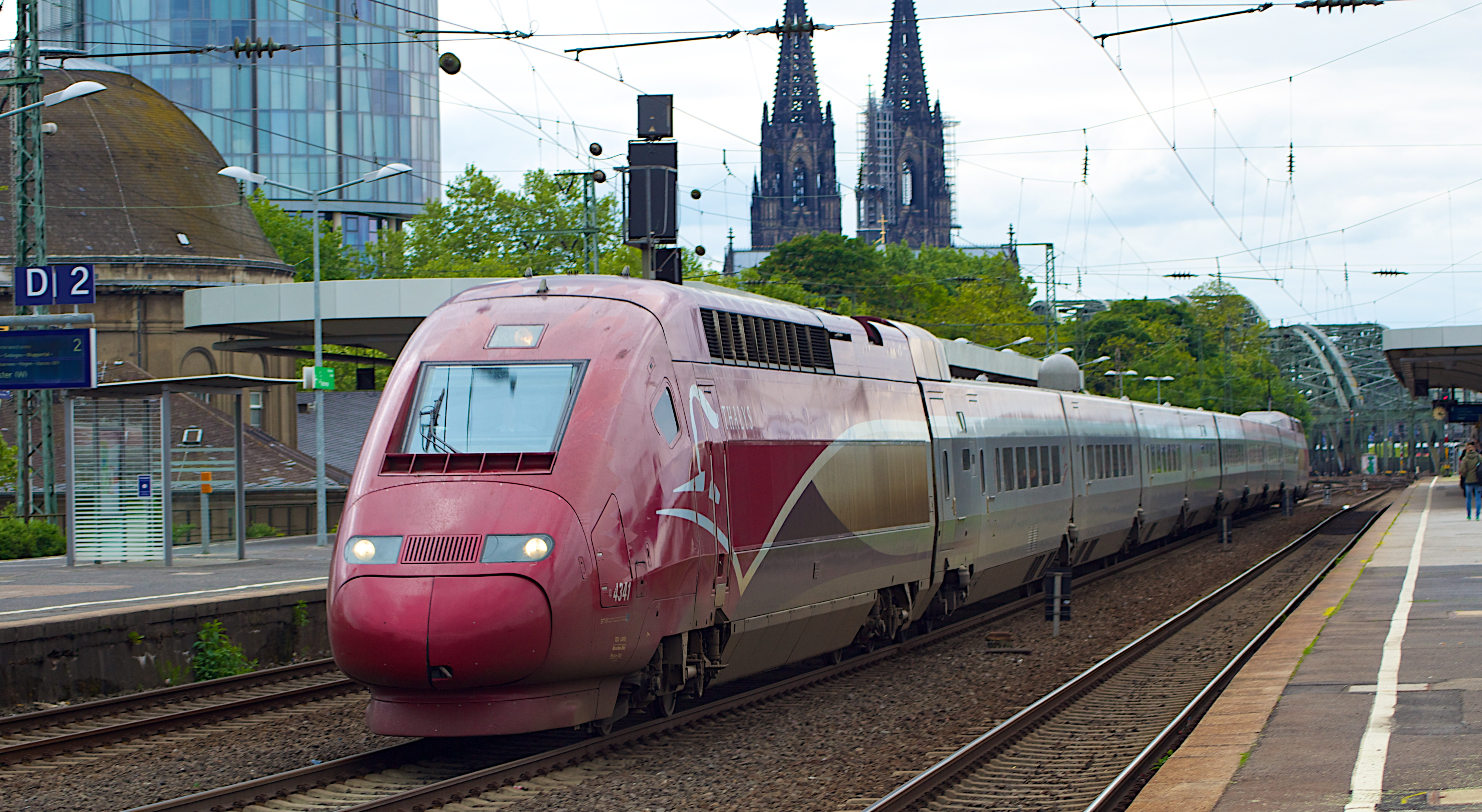
科隆展会/道依茨车站

## 軼事
在韩国制作的动画“띠띠뽀 띠띠뽀 （页面存档备份，存于）”中，将出现一个按照PBKA类型的Talis建模的名为“지니”的角色。